# رشاد نوری گونتکین
رشاد نوری گونتکین (به ترکی استانبولی: Reşat Nuri Güntekin)‏ (۲۵ نوامبر ۱۸۸۹، استانبول – ۱۳ دسامبر ۱۹۵۶، لندن) نویسنده و نمایش‌نامه‌نویس ترکیه‌ای بود.
او به عنوان معلم ادبیات ترکی و زبان فرانسوی در مدرسه تدریس می‌کرد تا در سال ۱۹۳۹ به عنوان نمایندهٔ چاناکاله در پارلمان ترکیه انتخاب شد. در سال ۱۹۵۰ به عنوان فرستادهٔ ترکیه در یونسکو به پاریس رفت.
او بیشتر به دلیل نگارش رمان چالیکوشو معروف است. داستان این کتاب در مورد معلمی اهل استانبول به نام فریده است. گونتکین در این رمان وضعیت اجتماعی زنان در آناتولی را نشان می‌دهد.

## آثار

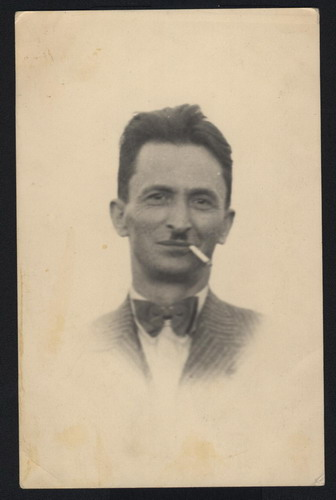
رشاد نوریگونتکین

او با نام‌های مستعار مختلفی از جمله جیرجیرک، کرم شب‌تاب، جمیل نعمت، محمد فرید (مهمت فرید)، مزاح‌نویس، و سرمد فرید (سرمت فرید) آثار مختلفی خلق نموده‌ است.

### رمان‌ها
- Çalıkuşu (چکاوک) - ۱۹۲۲
- Gizli El (دست پنهان) - ۱۹۲۴
- Damga (نشان) - ۱۹۲۴
- Dudaktan Kalbe (از لب تا قلب) - ۱۹۲۳
- Akşam Güneşi (آفتاب عصر) - ۱۹۲۶
- Bir Kadın Düşmanı (دشمن یک زن) - ۱۹۲۷
- Yeşil Gece (شب سبز) - ۱۹۲۸
- Acımak (ترحم) - ۱۹۲۸
- Yaprak Dökümü (برگریزان) - ۱۹۳۰
- Eski Hastalık (بیماری کهنه) - ۱۹۳۸
- Değirmen (آسیاب) - ۱۹۴۴
- Kızılcık Dalları (شاخه‌های گیلاس) - ۱۹۴۴
- Miskinler Tekkesi (استراحت‌گاه مسکین‌ها) - ۱۹۴۶
- Harabelerin Çiçeği (گل ویرانه‌ها) - ۱۹۵۳
- Kavak Yelleri (خیالات) - ۱۹۶۱
- Son Sığınak (آخرین پناه) - ۱۹۶۱
- Kan Davası (دعوای خونی) - ۱۹۶۲
- Ateş Gecesi (شب آتش) - ۱۹۶۳

### نمایش‌نامه‌ها
- Hançer (خنجر) - ۱۹۲۰
- Eski Rüya (رؤیای قدیمی) - ۱۹۲۲
- Ümidin Güneşi (آفتاب امید) - ۱۹۲۴
- Gazeteci Düşmanı, Şemsiye Hırsızı, İhtiyar Serseri - ۱۹۲۵
- Taş Parçası (پاره‌سنگ) - ۱۹۲۶
- Bir Köy Hocası (یک معلم روستا) - ۱۹۲۸
- Babür Sah’in Seccadesi (سجادهٔ بابور شاه) - ۱۹۳۱
- İstiklâl (استقلال) - ۱۹۳۳
- Hülleci - ۱۹۳۳
- Yaprak Dökümü (برگریزان) - ۱۹۷۱
- Eski Şarkı (ترانه قدیمی) - ۱۹۷۱
- Balıkesir Muhasebecisi (حسابدار بالکسیر) - ۱۹۷۱
- Tanrıdağı Ziyafeti (ضیافت کوه خدا) - ۱۹۷۱